# Qualifications du Championnat d'Europe masculin de volley-ball 2011
Les qualifications pour le championnat d'Europe de volley-ball masculin 2011 se disputeront de mai 2010 à septembre 2010

## Formule
Le premier tour prévoit une élimination directe entre dix pays par match aller/retour : les qualifiés seront les vainqueurs des deux matchs ou dans le cas d'une victoire chacun celui qui a le meilleur rapport sets gagnés et sets perdus.
Le deuxième tour sera composés de 6 groupes de quatre équipes : la formule est celle de la ronde ou toutes les équipes se rencontrent en match aller/retour. L'équipe gagnante se voit accorder deux points, tandis que le perdant à un point, à la fin de tous les matchs le premier du classement accède directement au Championnat d'Europe et le deuxième au barrage avec le deuxième d'un autre groupe. Dans le cas d'une égalité celui qui a le meilleur rapport sets gagnés et sets perdus est qualifié.
Le troisième tour (barrages) prévoit une élimination directe entre les deuxièmes par match aller/retour : les qualifiés seront les vainqueurs des deux matchs ou dans le cas d'une victoire chacun celui qui a le meilleur rapport sets gagnés et sets perdus.

## Premier tour

### Équipes qualifiées pour le second tour
- Croatie : 2 victoires contre le Danemark
- Roumanie : 1 victoire et 1 défaite contre la Moldavie mais plus grand nombre de sets gagnés (5 contre 3)
- Grande-Bretagne : 1 victoire et 1 défaite contre l'Azerbaïdjan,même nombre de sets gagnés par les 2 équipes mais plus grand nombre de points gagnés (136 contre 123)
- Bosnie-Herzégovine : 2 victoires contre la Géorgie
- Hongrie : 2 victoires contre le Luxembourg

## Second tour
| Groupe A                                                    | Groupe B                                                          | Groupe C                                                                | Groupe D                                                     | Groupe E                                                              | Groupe F                                                              |
| ----------------------------------------------------------- | ----------------------------------------------------------------- | ----------------------------------------------------------------------- | ------------------------------------------------------------ | --------------------------------------------------------------------- | --------------------------------------------------------------------- |
| Sites : Maribor et Tel Aviv Israël Espagne Slovénie Hongrie | Sites : Riga et Heraklion Grèce Finlande Lettonie Grande-Bretagne | Sites : Poprad et Merksem Bosnie-Herzégovine Ukraine Slovaquie Belgique | Sites : Bar et Tübingen Croatie Monténégro Allemagne Estonie | Sites : Ankara et Gioia del Colle Turquie Roumanie Italie Biélorussie | Sites : Skopje et Rotterdam Pays-Bas Portugal Suède Macédoine du Nord |

### Poule A

#### Classement
| # | Équipe   | Pts | J | G | P | Sp | Sc | Ratio | Pp  | Pc  | Ratio |
| - | -------- | --- | - | - | - | -- | -- | ----- | --- | --- | ----- |
| 1 | Slovénie | 12  | 6 | 6 | 0 | 18 | 4  | 4.5   | 540 | 422 | 1.28  |
| 2 | Espagne  | 10  | 6 | 4 | 2 | 14 | 9  | 1.556 | 518 | 519 | 0.998 |
| 3 | Hongrie  | 7   | 6 | 1 | 5 | 7  | 16 | 0.438 | 476 | 554 | 0.859 |
| 4 | Israël   | 7   | 6 | 1 | 5 | 5  | 15 | 0.333 | 443 | 482 | 0.919 |

### Poule B

#### Classement
| # | Équipe          | Pts | J | G | P | Sp | Sc | Ratio | Pp  | Pc  | Ratio |
| - | --------------- | --- | - | - | - | -- | -- | ----- | --- | --- | ----- |
| 1 | Finlande        | 11  | 6 | 5 | 1 | 16 | 6  | 2.667 | 504 | 458 | 1.1   |
| 2 | Grèce           | 10  | 6 | 4 | 2 | 14 | 9  | 1.556 | 527 | 488 | 1.08  |
| 3 | Lettonie        | 9   | 6 | 3 | 3 | 12 | 13 | 0.923 | 553 | 564 | 0.98  |
| 4 | Grande-Bretagne | 6   | 6 | 0 | 6 | 4  | 18 | 0.222 | 469 | 543 | 0.864 |

### Poule C

#### Classement
| # | Équipe             | Pts | J | G | P | Sp | Sc | Ratio | Pp  | Pc  | Ratio |
| - | ------------------ | --- | - | - | - | -- | -- | ----- | --- | --- | ----- |
| 1 | Slovaquie          | 11  | 6 | 5 | 1 | 16 | 5  | 3.2   | 266 | 225 | 1.182 |
| 2 | Belgique           | 10  | 6 | 4 | 2 | 14 | 9  | 1.556 | 293 | 283 | 1.035 |
| 3 | Ukraine            | 9   | 6 | 3 | 3 | 11 | 11 | 1     | 279 | 282 | 0.989 |
| 4 | Bosnie-Herzégovine | 6   | 6 | 0 | 6 | 2  | 18 | 0.111 | 215 | 263 | 0.817 |

### Poule D

#### Classement
| # | Équipe     | Pts | J | G | P | Sp | Sc | Ratio | Pp  | Pc  | Ratio |
| - | ---------- | --- | - | - | - | -- | -- | ----- | --- | --- | ----- |
| 1 | Allemagne  | 12  | 6 | 6 | 0 | 18 | 1  | 18    | 469 | 363 | 1.292 |
| 2 | Estonie    | 10  | 6 | 4 | 2 | 13 | 10 | 1.3   | 514 | 479 | 1.073 |
| 3 | Monténégro | 7   | 6 | 1 | 5 | 8  | 15 | 0.533 | 461 | 521 | 0.885 |
| 4 | Croatie    | 7   | 6 | 1 | 5 | 3  | 16 | 0.188 | 381 | 462 | 0.825 |

### Poule E

#### Classement
| # | Équipe      | Pts | J | G | P  | Sp | Sc | Ratio | Pp  | Pc  | Ratio |
| - | ----------- | --- | - | - | -- | -- | -- | ----- | --- | --- | ----- |
| 1 | Italie      | 11  | 6 | 5 | 1  | 15 | 4  | 3.75  | 457 | 405 | 1.128 |
| 2 | Turquie     | 10  | 6 | 4 | 2  | 14 | 6  | 2.333 | 472 | 428 | 1.103 |
| 3 | Biélorussie | 9   | 6 | 3 | 10 | 14 | 7  | 2     | 535 | 552 | 0.969 |
| 4 | Roumanie    | 6   | 6 | 0 | 6  | 3  | 18 | 0.167 | 428 | 507 | 0.844 |

### Poule F

#### Classement
| # | Équipe            | Pts | J | G | P | Sp | Sc | Ratio | Pp  | Pc  | Ratio |
| - | ----------------- | --- | - | - | - | -- | -- | ----- | --- | --- | ----- |
| 1 | Portugal          | 11  | 6 | 5 | 1 | 15 | 5  | 3     | 462 | 396 | 1.167 |
| 2 | Pays-Bas          | 10  | 6 | 4 | 2 | 14 | 6  | 2.333 | 472 | 399 | 1.183 |
| 3 | Macédoine du Nord | 9   | 6 | 3 | 3 | 9  | 12 | 0.75  | 457 | 474 | 0.964 |
| 4 | Suède             | 6   | 6 | 0 | 6 | 3  | 18 | 0.167 | 376 | 498 | 0.755 |

#### Équipes qualifiées pour le championnat d'Europe
- Slovénie
- Finlande
- Slovaquie
- Allemagne
- Italie
- Portugal

#### Équipes qualifiées pour les barrages
- Espagne
- Grèce
- Belgique
- Estonie
- Turquie
- Pays-Bas

## Barrages

### Matchs Retour

#### Équipes qualifiées pour le championnat d'Europe
- Belgique
- Turquie
- Estonie

## Récapitulatif des équipes qualifiées pour le championnat d'Europe
- Autriche (pays organisateur)
- Tchéquie (pays organisateur)
- Pologne (Vainqueur Championnat d'Europe de volley-ball masculin 2009)
- France (2e Championnat d'Europe de volley-ball masculin 2009)
- Bulgarie (3e Championnat d'Europe de volley-ball masculin 2009)
- Russie (4e Championnat d'Europe de volley-ball masculin 2009)
- Serbie (5e Championnat d'Europe de volley-ball masculin 2009)
- Slovénie (1er tournoi qualification Poule A)
- Finlande (1er tournoi qualification Poule B)
- Slovaquie (1er tournoi qualification Poule C)
- Allemagne (1er tournoi qualification Poule D)
- Italie (1er tournoi qualification Poule E)
- Portugal (1er tournoi qualification Poule F)
- Belgique (Barrage)
- Turquie (Barrage)
- Estonie (Barrage)